# Elytrotetrantus alluaudi
Elytrotetrantus alluaudi is een keversoort uit de familie dwerghoutkevers (Cerylonidae). De wetenschappelijke naam van de soort werd in 1948 gepubliceerd door Jeannel.